# Q'eqchi' (taal)

verspreiding van Q'eqchi' (groen)

Het Q'eqchi' (Kekchi) is een hooglandtaal uit de Maya-taalfamilie, meer in het bijzonder uit de Groot-Quicheaanse taalgroep waartoe verder ook het Poqom, K'iche', Kaqchikel en Tz'utujil behoren. Het is een der grootste Mayaanse talen van Guatemala en wordt gesproken door circa 500.000 Q'eqchi's in de Guatemalteekse departementen Alta Verapaz, Petén, Izabal, Baja Verapaz en El Quiché; in Belize ook in het district Toledo.
Oorspronkelijk is het Q'eqchi' de Mayataal van de Alta Verapaz in Noordoost-Guatemala. Het heeft twee dialecten, dat van de departementshoofdstad Cobán en het "oostelijke" daarbuiten. Er zijn uiteenlopende manieren om het te schrijven:
| Academia de Lenguas Mayas de Guatemala (ALMG)     | Summer Institute of Linguistics (SIL)             | Nederlandse vertaling                                       |
| ------------------------------------------------- | ------------------------------------------------- | ----------------------------------------------------------- |
| Maak'a ta chink'ul sa' laa muheb'al aaki'cheb'al. | Maac'a ta chinc'ul sa' laa muhebal aaqui'chebaal. | Moge niets mij overkomen in uw beschutting en uw wildernis. |
| Yo chi amaq'ink laj Kachil Petén.                 | Yo chi amak'inc laj Cachil Petén.                 | Carlos houdt verblijf in Petén.                             |

Gedrukte teksten in het Q'eqchi' bestaan hoofdzakelijk uit officiële overheidspublicaties en uit kerkelijke publicaties (allereerst de Bijbel), hetzij rooms-katholiek, hetzij protestants. Daarnaast zijn er publicaties van inheemse zijde, vooral uitgegeven onder auspiciën van de 'Academia de Lenguas Mayas de Guatemala'.